# فابيو كوستا
فابيو كوستا (بالبرتغالية: Fábio Costa‏) (27 نوفمبر 1977 في البرازيل - ) هو لاعب كرة قدم برازيلي في مركز حراسة المرمى، شارك في الألعاب الأولمبية الصيفية 2000. وشارك مع منتخب البرازيل تحت 23 سنة لكرة القدم ومنتخب البرازيل لكرة القدم. أما مع النوادي، فقد لعب مع أتلتيكو مينييرو ونادي سانتوس ونادي ساو كايتانو ونادي فيتوريا ونادي كورينثيانز.

## وصلات خارجية
- فابيو كوستا على موقع الاتحاد الدولي (مؤرشف)  (الإنجليزية)
- فابيو كوستا على موقع قاعدة بيانات كرة القدم.إي يو (الإنجليزية)
- فابيو كوستا على موقع Soccerway.com (الإنجليزية)
- فابيو كوستا على موقع أوليمبيديا (الإنجليزية)

قالب:تشكيلة البرازيل لكرة القدم للرجال في دورة الألعاب الاولمبية 2000